# 齿大眼蟹
齿大眼蟹（学名：Macrophthalmus dentatus），原为沙蟹科大眼蟹属的动物，今屬大眼蟹科大眼蟹属。分布于帝汶岛、暹罗湾以及中国大陆的广东等地，生活环境为海水，常见于浅海底。